# Занемаривање вероватноће
Занемаривање вероватноће, врста когнитивне пристрасности, је склоност да се приликом доношења одлука у неизвесним ситуацијама потпуно занемари вероватноћа. Ово је један једноставан начин на који људи често крше нормативна правила за доношење одлука. Мали ризици се обично или потпуно занемарују, или изузетно пренаглашавају, док се континуум између екстрема игнорише. Израз занемаривање вероватноће је сковао Кас Санштајн.
Постоје бројни слични начини на које људи крше нормативна правила доношења одлука који се тичу вероватноће, а у њих спадају пристрасност накнадне памети, грешка занемаривања базне вредности, и коцкарева грешка. Међутим, занемаривање вероватноће се значајно разликује од наведених пристрасности, јер у овом случају доносилац одлуке у потпуности занемарује вероватноћу када доноси одлуку, уместо да као у осталим примерима погрешно користи вероватноћу.
Барон, Гранато, Спранка и Тојбал (1993) су проучавали ову пристрасност. То су извели тако што су деци постављали следећа питања:
Сузан и Џенифер се расправљају да ли треба везивати појас приликом вожње колима. Сузан сматра да треба. Џенифер сматра да не треба... Џенифер каже да је чула за случај кад су кола упала у језеро, и жена није успела да изађе из кола на време јер је била везана појасом, и за случај кад је појас спречио особу да на време изађе из запаљеног аутомобила. Шта ти мислиш о овоме?
Џонатан Барон (2000) бележи да испитаник X одговара на следећи начин:
Одговор: Па, у том случају мислим да не треба да се везује појас.
Питање (испитивач): Како знаш када ће то да се догоди?
О: Па, једноставно се надаш да неће!
П: Дакле, да ли треба или не треба да везујеш појас?
О: Па, право да ти кажем, требало би да се везујемо.
П: Како то?
О: За случај да дође до несреће. Нећеш се повредити толико колико би се повредио ако не би везивао појас.
П: У реду, али шта је са овим ситуацијама, кад људи буду заробљени?
О: Мислим да не треба, у том случају.
Јасно је да испитаник X при доношењу одлуке у потпуности занемарује разлике у вероватноћи да ће доћи до несреће и вероватноћи да ће сигурносни појас изазвати повреду. Нормативни модел за ову одлуку би наметао коришћење теорије очекиване корисности како би се одредило која опција би вероватно максимизовала корисност. Ово би подразумевало вагање корисности свих опција у контексту вероватноћа тих опција, што испитаник X игнорише.
Други испитаник је на исто питање одговорио следеће:
О: Ако идеш на дужи пут, везујеш појас половину времена.
П: Шта је вероватније?
О: Да ћеш пролетети кроз ветробранско стакло.
П: Зар то не значи да треба да везујеш појас све време?
О: Не, не значи то.
П: Како знаш да ли ћеш доживети једну врсту несреће или другу?
О: Не знаш. Само се надаш и молиш се да не доживиш.
И овде испитаник занемарује вероватноћу приликом доношења одлуке тако што све могуће исходе третира једнако у свом размишљању.
Барон (2000) сматра да и одрасли људи могу да буду подложни овој пристрасности, посебно кад су у питању тешке одлуке као што су одлуке о здравственим питањима у неизвесним околностима. Ова пристрасност чини да особа драстично прекрши теорију очекиване корисности приликом доношења одлуке, посебно када се доноси одлука у ситуацији где један могући исход има значајно мању или већу корисност, али малу вероватноћу да до њега дође (као у медицинским или коцкарским ситуацијама). У овом аспекту, пристрасност занемаривања вероватноће је слична грешци занемаривања базне вредности.
У другом примеру готово потпуног занемаривања вероватноће, Ротенштрајх и Хсе (2001) су дошли до закључка да је типичан испитаник спреман да плати 10$ како би избегао вероватноћу од 99% да доживи болан струјни удар, и 7$ да би избегао вероватноћу од 1% да доживи исти струјни удар. (Аутори сугеришу да се вероватноћа много чешће занемарује ако исходи побуђују емоције.)